# Tour der australischen Rugby-Union-Nationalmannschaft nach Großbritannien und Nordamerika 1908/09
| Tour der Wallabies nach Großbritannien und Nordamerika 1908/09 | Tour der Wallabies nach Großbritannien und Nordamerika 1908/09 | Tour der Wallabies nach Großbritannien und Nordamerika 1908/09 | Tour der Wallabies nach Großbritannien und Nordamerika 1908/09 | Tour der Wallabies nach Großbritannien und Nordamerika 1908/09 |
| Übersicht                                                      | S                                                              | G                                                              | U                                                              | N                                                              |
| -------------------------------------------------------------- | -------------------------------------------------------------- | -------------------------------------------------------------- | -------------------------------------------------------------- | -------------------------------------------------------------- |
| Test Matches                                                   | 02                                                             | 01                                                             | 0                                                              | 1                                                              |
| Sonstige Spiele                                                | 36                                                             | 30                                                             | 2                                                              | 4                                                              |
| Gesamt                                                         | 38                                                             | 31                                                             | 2                                                              | 5                                                              |
|                                                                |                                                                |                                                                |                                                                |                                                                |
| England                                                        | 01                                                             | 01                                                             | 0                                                              | 0                                                              |
| Wales                                                          | 01                                                             | 0                                                              | 0                                                              | 1                                                              |

Die Tour der australischen Rugby-Union-Nationalmannschaft nach Großbritannien und Nordamerika 1908/09 umfasste eine Reihe von Freundschaftsspielen der Wallabies, der Nationalmannschaft Australiens in der Sportart Rugby Union. Das Team reiste von August 1908 bis Februar 1909 durch England, Wales, Kanada und die Vereinigten Staaten, wobei es 38 Spiele bestritt. Dazu gehörten zwei Spiele in Australien als Vorbereitung und zwei Test Matches gegen die walisische und die englische Nationalmannschaft. Es handelte sich um die erste Tour der Wallabies durch die nördliche Hemisphäre, weshalb diese Mannschaft manchmal auch als First Wallabies bezeichnet wird.
Sowohl die neuseeländische als auch die südafrikanische Nationalmannschaft hatten 1905 bzw. 1906 eine Europatournee unternommen und dabei unerwartete, aber verdiente Erfolge gegen Vereins- und Nationalmannschaften erzielt. Trotz des Erfolges dieser beiden Touren hatte Australien eine schlechte Presse und mit nur einem einzigen Sieg nach den ersten zwölf Länderspielen in der Geschichte der Mannschaft bis zu diesem Zeitpunkt glaubten nur wenige, dass die Wallabies gut abschneiden würden. Entgegen den niedrigen Erwartungen entschieden sie 31 Spiele für sich. Einer der Höhepunkte war die Teilnahme an den Olympischen Spielen 1908 in London, bei denen die Mannschaft als Teil der australasiatischen Delegation die Goldmedaille im Rugbyturnier gewann.

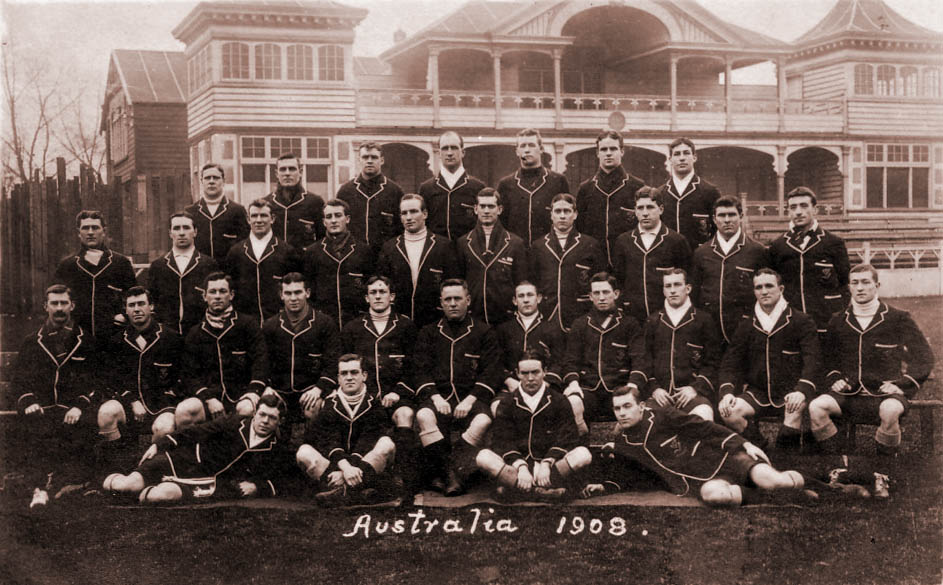
Gruppenfoto

## Organisation
Für die Organisation der Tour zuständig war die New South Wales Rugby Union (NSWRU), denn einen gesamtaustralischen Verband gab es damals noch nicht. Der Tourmanager, der auch als Trainer fungierte, war James McMahon aus New South Wales, ein Veteran der frühen Repräsentationsspiele der NSWRU von 1889 und 1894 gegen Neuseeland. Ihm zur Seite stand Stanley Wickham, der die Wallabies in den Jahren 1904 und 1905 zehnmal als Kapitän angeführt hatte. Als Tourkapitän amtierte Herbert Moran. Die Mannschaft wurde während der Tour auch von Chris McKivat und Frederick Wood angeführt. Die Australier spielten in blauen Hemden mit dem Waratah-Wappen. Die Spieler erhielten eine Spesenentschädigung von drei Shilling pro Tag. Diese Entschädigung, die in Absprache mit der englischen Rugby Football Union erfolgte, war der Grund dafür, dass die geplanten Test Matches gegen Irland und Schottland kurzfristig abgesagt werden mussten. Sowohl die Irish Rugby Football Union als auch die Scottish Rugby Union hielten die Bezahlung als unvereinbar mit dem strengen Amateurethos.

## Anreise und besondere Ereignisse
Das Team verließ Sydney am 8. August 1908 an Bord der RMS Omrah in Richtung Melbourne. Am 10. August bestritt es ein Spiel im Melbourne Cricket Ground gegen eine Auswahl aus Victoria, das mit einem 26:6-Sieg endete. Eine Woche später folgte ein weiterer Zwischenhalt in Fremantle. Dort stand ein Spiel gegen eine westaustralische Auswahl auf dem Programm, das mit 58:6 gewonnen wurde. Während der langen Reise nach Europa führte Moran die Praxis der Teambesprechungen ein, die zum Teil aus Vorträgen und zum Teil aus Brainstorming bestanden. Dabei forderte er die Spieler auf, ihre Ideen zur Verbesserung der Mannschaftsleistung zu äußern. Moran stand an einer Tafel, und obwohl die Spieler seinen Vortragsstil anfangs belächelten, gelang es ihm, ihnen ein Gefühl von Cleverness und Geschicklichkeit zu vermitteln, sodass sie Rugby als eine Art Schachspiel betrachteten. Der Stürmer Cecil Murnin erkrankte unterwegs und verließ die Tour in Neapel, um von dort aus nach Australien zurückzukehren.
Im ersten Spiel in England gegen die Auswahl von Devon brach sich Peter Burge ein Bein und kam während der Tour nicht mehr zum Einsatz. Australien gewann das Spiel dennoch mit vierzehn Mann (Auswechslungen gab es damals noch nicht). Robert Craig hatte als Tourmaskottchen einen Teppichpython mitgebracht, der aber am selben Tag starb. Im sechsten Spiel der Tour gegen Glamorgan County verlor man einen weiteren Spieler durch einen Beinbruch, diesmal an der Seitenlinie: Der Stürmer Peter Flanagan, der als Linienrichter zum Einsatz kam, stieß mit dem Flügelspieler Charles Russell zusammen.

## Spitzname und unbeliebtes Ritual
Bei der Ankunft in Plymouth war eine Gruppe von Journalisten anwesend, die der Mannschaft einen unverwechselbaren Spitznamen geben wollten. Den am häufigsten genannten Vorschlag Rabbits („Kaninchen“) empfanden die Australier als entwürdigend und wiesen ihn umgehend zurück, da sie nicht nach einer „eingeführten Plage“ benannt werden wollten. Bald darauf legten sie sich auf Wallabies fest, was sich rasch durchsetzte. Moran berichtete in seiner 1939 erschienenen Autobiografie Viewless Winds den Kriegsschrei, den die organisierende New South Wales Rugby Union dem Team wegen seines „Kassenwerts“ (box-office value) nahegelegt hatte, als „ein Übel“. Er sei nur ein billiger Abklatsch des Hakas, den die Neuseeländer während ihrer Tour von 1905/06 präsentiert hatten:

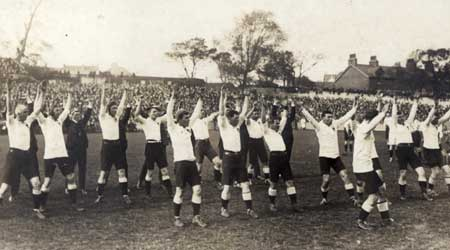
Die Mannschaft führt den „Kriegsschrei“ vor

“The memory of that war cry provokes anger in me even after all these years … We were expected to leap up in the air and make foolish gestures which somebody thought Australian natives might have used in similar circumstances and we were give meaningless words which we were to utter savagely during the pantomime … I refused to lead the wretched caricature of a native corroboree and regularly hid myself among the team, a conscientious objector.”

„Die Erinnerung an diesen Kriegsschrei macht mich auch nach all diesen Jahren noch wütend … Man erwartete von uns, dass wir in die Luft springen und alberne Gesten machen, von denen jemand dachte, dass australische Eingeborene sie unter ähnlichen Umständen benutzt hätten, und man gab uns bedeutungslose Worte, die wir während der Pantomime wild aussprechen sollten … Ich weigerte mich, diese erbärmliche Karikatur eines Eingeborenen-Corroborees zu leiten und versteckte mich regelmäßig unter der Mannschaft, als Kriegsdienstverweigerer.“

So wenig Begeisterung die australische Mannschaft für den Kriegsschrei empfand, so wenig Respekt zeigten auch die Gegner vor ihm. Beim Spiel gegen den Cardiff RFC stürmte der walisische Spieler Percy Bush als Reaktion auf den Ruf mit Schwert und Schild auf das Spielfeld, was Zuschauer und Spieler als amüsant betrachteten.

## Olympiasieger
Während der Tour fanden in London die Olympischen Spiele 1908 statt. Die Verbände von Wales, Schottland und Irland hatten die Einladung ignoriert, während das ebenfalls gemeldete Frankreich sich kurz vor Turnierbeginn zurückzog. Somit blieben nur zwei Mannschaften übrig, neben den Australiern die Auswahl der Grafschaft Cornwall, die Großbritannien vertrat. Am 26. Oktober fand somit nur ein Spiel um die Gold- oder Silbermedaille statt (dieselben Teams waren bereits am 3. Oktober gegeneinander angetreten). Das Interesse am olympischen Rugbyfinale war mäßig, da es in der letzten Woche der Spiele stattfand, die sich über sechs Monate hingezogen hatten.
Das Spiel wurde auf einer Fläche neben dem olympischen Schwimmbecken im White City Stadium ausgetragen, die 110 Meter lang. Neben dem Becken spannte man ein langes Netz, um fliegende Bälle aufzufangen. Am Beckenrand breitete man große Matratzen aus, um Verletzungen fallender Spieler zu vermeiden. Weder Herbert Moran noch der stellvertretende Kapitän Fred Wood spielten, sodass Chris McKivat die Wallabies zu einem überlegenen 32:3-Sieg und zur olympischen Goldmedaille für die australasiatische Delegation führte.

“It will be remembered that less than a month ago there was a match played between Australia and Cornwall at Camborne and although the Australians also won on that occasion, the beaten side then played on the whole, a very good game. Yesterday the champion England county was practically at full strength, but from start to finish they were outplayed. The methods by which this victory was gained were even more creditable to the winners than the completeness of the victory itself and it is only fair to the Australians to speak of their play in terms of unqualified praise. The ground was very slippery and very heavy and as a result of several hours of continuous rain the ball was very greasy. The continued excellence of the play of the Australian backs therefore surprised the spectators. They gave a display of football which would have done credit to a Welsh international side, at its best. They scored eight tries and so good was the play leading up to each of them that it would be hard to say which was the best.”

„Es sei daran erinnert, dass vor weniger als einem Monat ein Spiel zwischen Australien und Cornwall in Camborne stattfand, und obwohl die Australier bei dieser Gelegenheit ebenfalls gewannen, zeigte die unterlegene Mannschaft insgesamt ein sehr gutes Spiel. Gestern trat der englische Meister praktisch in voller Stärke an, war aber von Anfang bis Ende unterlegen. Die Art und Weise, wie dieser Sieg errungen wurde, war für die Sieger noch verdienstvoller als der Sieg selbst, und es ist nur fair, den Australiern ein uneingeschränktes Lob für ihr Spiel auszusprechen. Der Boden war sehr rutschig und sehr schwer, und als Folge des stundenlangen Dauerregens war der Ball sehr schmierig. Das anhaltend gute Spiel der australischen Hintermannschaft überraschte daher die Zuschauer. Sie zeigten einen Fußball, der auch einer walisischen Nationalmannschaft in Bestform zur Ehre gereicht hätte. Sie erzielten acht Versuche, und das Spiel, das zu jedem dieser Versuche führte, war so gut, dass es schwer zu sagen ist, welcher der beste war.“

## Weitere wichtige Spiele
Nach dem olympischen Finale tourten die Australier noch fast zwei weitere Monate durch Großbritannien, wobei sie unter anderem gegen die Auswahlteams der Universitäten Cambridge und Oxford antraten. Die wichtigsten Begegnungen waren zwei Test Matches. Während die Wallabies am 12. Dezember der walisischen Nationalmannschaft mit 6:9 unterlagen, feierten sie am 9. Januar 1909 einen 9:3-Sieg über die englische Nationalmannschaft. Am 2. Januar stand auch ein Test Match gegen die französische Nationalmannschaft auf dem Programm, doch es musste wegen sehr schlechten Wetters abgesagt werden. Auf ihrem Rückweg nach Australien machten die Wallabies Halt im US-Bundesstaat Kalifornien und in der kanadischen Provinz British Columbia, wo sie je zwei Spiele austrugen.

## Spielplan
- Hintergrundfarbe grün = Sieg
- Hintergrundfarbe gelb = Unentschieden
- Hintergrundfarbe rot = Niederlage

(Test Matches sind grau unterlegt; Ergebnisse aus der Sicht Australiens)
| #  | Datum              | Gegner                      | Ort                 | Stadion                  | Ergebnis |
| -- | ------------------ | --------------------------- | ------------------- | ------------------------ | -------- |
| 01 | 10. August 1908    | Victorian Rugby Union       | Melbourne           | Melbourne Cricket Ground | 26:6     |
| 02 | 17. August 1908    | Western Australia           | Fremantle           | Fremantle Oval           | 58:6     |
| 03 | 06. September 1908 | Devon                       | Devonport           | Rectory Ground           | 24:3     |
| 04 | 01. Oktober 1908   | Gloucestershire             | Gloucester          | Kingsholm Stadium        | 16:0     |
| 05 | 03. Oktober 1908   | Cornwall                    | Camborne            | Recreation Ground        | 18:5     |
| 06 | 07. Oktober 1908   | Glamorgan County RFC        | Pontypridd          | Taff Vale Park           | 16:3     |
| 07 | 10. Oktober 1908   | Penygraig RFC               | Tonypandy           | Athletic Ground          | 11:3     |
| 08 | 15. Oktober 1908   | Neath RFC & Aberavon RFC    | Neath               | Neath Football Ground    | 15:0     |
| 09 | 17. Oktober 1908   | Llanelli RFC                | Llanelli            | Stradey Park             | 3:8      |
| 10 | 19. Oktober 1908   | Monmouthshire               | Pontypool           | Football Ground          | –        |
| 11 | 24. Oktober 1908   | London Counties             | Richmond            | Athletic Ground          | 3:0      |
| 12 | 26. Oktober 1908   | Cornwall                    | London              | White City Stadium       | 32:3     |
| 13 | 28. Oktober 1908   | Army & Royal Navy           | Portsmouth          | Recreation Ground        | 8:6      |
| 14 | 31. Oktober 1908   | Durham County               | Hartlepool          | Friarage Ground          | 29:7     |
| 15 | 04. November 1908  | Northumberland & Cumberland | Newcastle upon Tyne | St. James’ Park          | 18:6     |
| 16 | 07. November 1908  | Cheshire                    | Birkenhead          | Birkenhead Park          | 37:3     |
| 17 | 11. November 1908  | London Counties             | Blackheath          | Rectory Field            | 24:3     |
| 18 | 14. November 1908  | Cambridge University RUFC   | Cambridge           | Grange Road              | 11:9     |
| 19 | 18. November 1908  | Oxford University RFC       | Oxford              | Iffley Road              | 19:3     |
| 20 | 21. November 1908  | Yorkshire                   | Wakefield           | Belle Vue                | 24:0     |
| 21 | 25. November 1908  | Lancashire County           | Manchester          | Fallowfield Stadium      | 12:6     |
| 22 | 28. November 1908  | Somerset                    | Taunton             | Athletic Grounds         | 8:0      |
| 23 | 02. Dezember 1908  | Midland Counties            | Leicester           | Welford Road Stadium     | 5:16     |
| 24 | 05. Dezember 1908  | Anglo-Wales XV              | Richmond            | Athletic Ground          | 24:0     |
| 25 | 12. Dezember 1908  | Wales                       | Cardiff             | Cardiff Arms Park        | 6:9      |
| 26 | 17. Dezember 1908  | Glamorgan County            | Pontypridd          | Taff Vale Park           | 9:5      |
| 27 | 19. Dezember 1908  | Newport RFC                 | Newport             | Rodney Parade            | 5:3      |
| 28 | 22. Dezember 1908  | Abertillery RFC             | Abertillery         | Abertillery Park         | 3:3      |
| 29 | 24. Dezember 1908  | North Glamorgan             | Merthyr Tydfil      | Penydarren Park          | 13:5     |
| 30 | 26. Dezember 1908  | Swansea RFC                 | Swansea             | St Helen’s               | 0:6      |
| 31 | 28. Dezember 1908  | Cardiff RFC                 | Cardiff             | Cardiff Arms Park        | 8:24     |
| 32 | 02. Januar 1909    | Frankreich                  | Colombes            | Stade du Matin           | –        |
| 33 | 09. Januar 1909    | England                     | Blackheath          | Rectory Field            | 9:3      |
| 34 | 13. Januar 1909    | Bristol & Clifton           | Bristol             | Bristol County Ground    | 11:3     |
| 35 | 16. Januar 1909    | Plymouth RFC                | Plymouth            |                          | 11:3     |
| 36 | 08. Februar 1909   | University of California    | Berkeley            |                          | 27:0     |
| 37 | 12. Februar 1909   | Stanford University         | Stanford            |                          | 13:3     |
| 38 | 15. Februar 1909   | All-California Combined     |                     |                          | 17:0     |
| 39 | 20. Februar 1909   | Vancouver                   | Vancouver           |                          | 23:0     |
| 40 | 23. Februar 1909   | Victoria                    | Victoria            |                          | 26:3     |

1. ↑  Abgesagt, da das Spielfeld unter Wasser stand.
2. ↑  Olympisches Finale
3. ↑  Gemischtes Team mit englischen und walisischen Spielern.
4. ↑  Spiel wegen schlechter Wetterbedingungen abgesagt.

## Test Matches
| 12. Dezember 1908 | Wales                                           | 9 : 6         | Australien                 | Cardiff Arms Park, Cardiff Zuschauer: 30.000 Schiedsrichter: Gil Evans (Wales) |
| 12. Dezember 1908 | Versuche: Hopkins Travers Straftritte: Winfield | (3:3) Bericht | Versuche: Richards Russell | Cardiff Arms Park, Cardiff Zuschauer: 30.000 Schiedsrichter: Gil Evans (Wales) |

Aufstellungen:
- Wales: Thomas Evans, George Hayward, Philip Hopkins, Jack Jones, Richard Jones, Ivor Morgan, Richard Owen, David Thomas, George Travers, Billy Trew , Phillip Waller, James Watts, James Webb, Johnny Williams, Herbert Winfield
- Australien: Jack Barnett, Albert Burge, Phillip Carmichael, Dan Carroll, Robert Craig, Tom Griffin, Charles Hammand, Jack Hickey, Edward Mandible, Paddy McCue, Chris McKivat, Herbert Moran , Warden Prentice, Tom Richards, Charles Russell

| 9. Januar 1909 | England         | 3 : 9         | Australien                | Rectory Field, Blackheath Zuschauer: 18.000 Schiedsrichter: Jack Games (Wales) |
| 9. Januar 1909 | Versuche: Mobbs | (3:3) Bericht | Versuche: Row Russell (2) | Rectory Field, Blackheath Zuschauer: 18.000 Schiedsrichter: Jack Games (Wales) |

Aufstellungen:
- England: Alec Ashcroft, Eric Assinder, Barrie Bennetts, John Cooper, Robert Dibble, Percy Down, Alfred Kewney, Frederick Knight, George Lyon , Edgar Mobbs, Alfred Morris, William Oldham, Sidney Penny, Frank Tarr, Rupert Williamson
- Australien: Jack Barnett, Phillip Carmichael, William Dix, Kenneth Gavin, Charles Hammand, Jack Hickey, Mannie McArthur, Arthur McCabe, Paddy McCue, Chris McKivat , Syd Middleton, Warden Prentice, Tom Richards, Norman Row, Charles Russell

## Kader

### Management
- Tourmanager: James McMahon
- Assistent: Stanley Wickham
- Kapitän: Herbert Moran
- Vizekapitän: Frederick Wood

### Spieler
Die mit * markierten Spieler nahmen an den Olympischen Spielen teil und wurden Olympiasieger.
| Spieler              | Position         | Mannschaft        |
| -------------------- | ---------------- | ----------------- |
| Arthur McCabe *      | Halbspieler      | South Sydney      |
| Chris McKivat *      | Halbspieler      | Glebe             |
| Warden Prentice      | Halbspieler      | West Suburbs      |
| Joseph Stevenson     | Halbspieler      | Northern          |
| Frederick Wood       | Halbspieler      | Glebe             |
| Dan Carroll *        | Dreiviertelreihe | St. George        |
| H. L. Daly           | Dreiviertelreihe | Central West      |
| Jack Hickey *        | Dreiviertelreihe | Glebe             |
| Edward Mandible      | Dreiviertelreihe | Sydney            |
| Esmond Parkinson     | Dreiviertelreihe | Harlin            |
| Charles Russell *    | Dreiviertelreihe | Newtown           |
| Bede Smith *         | Dreiviertelreihe | Central West      |
| Phillip Carmichael * | Schlussmann      | Brothers Old Boys |
| William Dix          | Schlussmann      | Armidale          |

| Spieler             | Position | Mannschaft        |
| ------------------- | -------- | ----------------- |
| Jack Barnett *      | Stürmer  | Newtown           |
| Albert Burge        | Stürmer  | South Sydney      |
| Peter Burge         | Stürmer  | South Sydney      |
| Robert Craig *      | Stürmer  | Balmain           |
| Peter Flanagan      | Stürmer  | Brothers Old Boys |
| Kenneth Gavin       | Stürmer  | Central West      |
| Tom Griffin *       | Stürmer  | Glebe             |
| Charles Hammand     | Stürmer  | Sydney University |
| Mannie McArthur *   | Stürmer  | Eastern Suburbs   |
| Paddy McCue *       | Stürmer  | Newtown           |
| E. McIntyre         | Stürmer  | Central West      |
| Charles McMurtrie * | Stürmer  | Orange            |
| Syd Middleton *     | Stürmer  | Glebe             |
| Herbert Moran       | Stürmer  | Newcastle         |
| Cecil Murnin        | Stürmer  | Eastern Suburbs   |
| Tom Richards *      | Stürmer  | Charters Towers   |
| Norman Row          | Stürmer  | Eastern Suburbs   |